# Lord cancelliere
Il Lord Cancelliere (in inglese Lord Chancellor, ufficialmente Lord High Chancellor of Great Britain, in passato Lord Cancelliere d'Inghilterra e Lord Cancelliere di Scozia) è un'importante carica governativa nel Regno Unito, che fa parte dei Grandi ufficiali di Stato. 

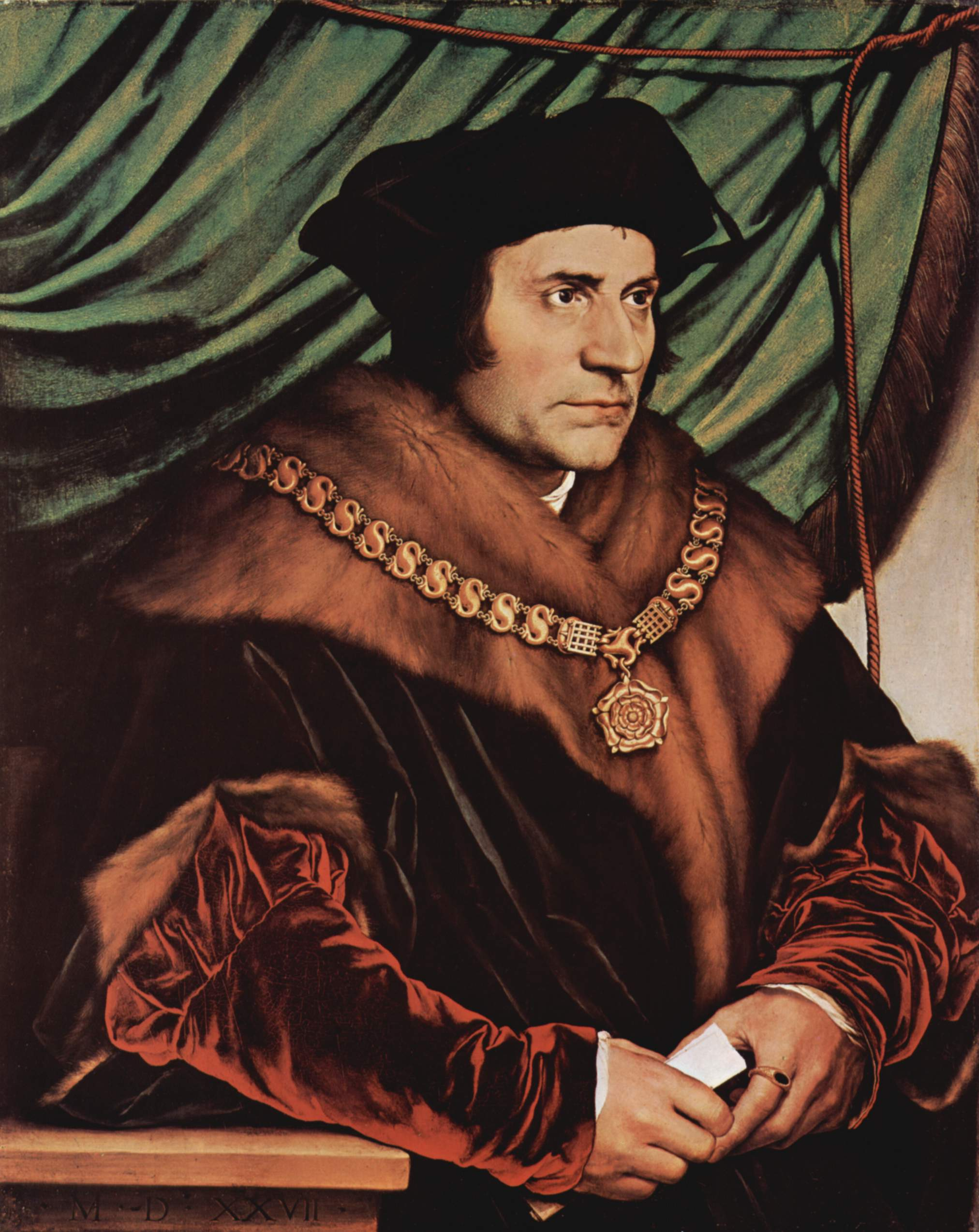
Tommaso Moro, uno dei più famosi lord cancellieri, esercitò questa funzione sotto il regno di re Enrico VIII.

L'originaria funzione del Lord Cancelliere era quella di custodire il gran sigillo del Regno. È membro del gabinetto e, per legge, è responsabile del buon andamento e dell'indipendenza delle corti di giustizia. Dal 2005, con l'approvazione del Constitutional Reform Act, è anche Segretario di Stato per la Giustizia.

## Storia

### La monarchia carolingia
L'ufficio di Lord Cancelliere trae le sue origini dalla monarchia carolingia, nella quale un "cancelliere" aveva la funzione di custode dei sigilli reali. In Inghilterra, questo ufficio risale almeno all'epoca della conquista normanna (1066), ma, probabilmente, anche ad epoca antecedente. Alcune fonti riportano che il primo cancelliere d'Inghilterra sia stato Angmendus nel 605.

### Le riforme di Edoardo I e Maria di Tudor
I poteri giudiziari del Lord Cancelliere si andarono evolvendo di pari passo con l'evoluzione del suo ruolo nella Curia Regis. Le petizioni di grazia erano normalmente indirizzate al re ed alla Curia, ma, nel 1280, Edoardo I demandò ai giudici la trattazione dei casi di ordinaria amministrazione mentre i casi più importanti dovevano essere sottoposti al Lord Cancelliere. Egli avrebbe poi sottoposto al re soltanto i casi veramente eccezionali. Sotto il regno di Edoardo III, questa funzione si sviluppò nella costituzione di un "tribunale speciale del Lord Cancelliere": in questo organismo che divenne noto come Court of Chancery, il Lord Cancelliere avrebbe determinato i casi secondo equity e non secondo common law.
Al Lord Cancelliere venne dato l'appellativo di Keeper of the King's Conscience ("custode della coscienza del re"). Gli ecclesiastici continuarono a dominare questo incarico fino al XVI secolo. Nel 1529, dopo che il cardinale Thomas Wolsey, che era stato lord cancelliere e arcivescovo di York, venne destituito per non essere riuscito ad ottenere l'annullamento del primo matrimonio del re Enrico VIII, gli ecclesiastici decaddero dalle grazie del re. 
Gli ecclesiastici fecero un breve ritorno durante il regno di Maria I, ma, da allora in poi, quasi tutti i Lord Cancellieri furono laici. Lord Shaftesbury (1672-73) fu l'ultimo Lord Cancelliere che non era un avvocato, fino alla nomina di Chris Grayling nel 2012.

### LoUnion Actdel 1707
Nel 1707, con l'Atto di Unione il titolo di Lord Cancelliere d’Inghilterra viene unificato con il Lord Cancelliere di Scozia e diviene "Lord Gran Cancelliere e Lord Custode di Gran Bretagna". La nomina del Lord Cancelliere tradizionalmente spetta al sovrano. Per convenzione, questa carica è stata a lungo ricoperta da un Pari, seppur non sussistesse alcun impedimento legale alla nomina di un membro della Camera dei Comuni. Tuttavia tale consuetudine, in uso fin dal 1578, è stata interrotta nel 2007, con la nomina di Jack Straw; la nomina di un "comune" alla carica di Lord Cancelliere si è poi perpetuata in seguito, con l'affidamento della carica a Kenneth Clarke nel 2010 ed a Chris Grayling nel 2012.

### La riforma del 2005
Fino al 2005 era anche il presidente della Camera dei Lord e capo del sistema giudiziario, ma il Constitutional Reform Act 2005 ha trasferito ad altri queste incombenze, sopprimendo i poteri in materia giudiziaria amministrativa del Lord cancelliere. Da quella data l'incarico di Lord Cancelliere è affidato al Segretario di Stato per la Giustizia.

## Competenze e funzioni
Anticamente il Lord Cancelliere era quasi sempre un ecclesiastico, forse anche perché nel medioevo gli ecclesiastici erano fra le poche persone istruite del regno. Il lord cancelliere ricopriva diversi incarichi: era Keeper of the Great Seal (custode del gran sigillo), cappellano del re e suo consigliere sia per le questioni spirituali che per quelle materiali. Pertanto il suo ruolo divenne uno dei più importanti della corte. Egli era in subordine al solo Justiciar (una funzione equivalente all'attuale primo ministro).
Nella qualità di ministro del re, il Lord Cancelliere si occupava della Curia Regis, o corte reale, che con il passare del tempo si trasformò in parlamento: il lord cancelliere divenne il presidente di questa assemblea che in seguito divenne la Camera dei Lords. A seguito di una legge emanata da Enrico VIII, il lord cancelliere poteva presiedere la Camera dei Lords anche se non era un lord.